# Associazione Guide e Scouts Cattolici Italiani
Die Associazione Guide e Scouts Cattolici Italiani (AGESCI, Verband der katholischen Pfadfinderinnen und Pfadfinder in Italien) ist der größte Pfadfinderverband in Italien. Der koedukative Verband hat etwa 177.000 Mitglieder. Über die Federazione Italiana dello Scautismo ist die AGESCI Mitglied der World Association of Girl Guides and Girl Scouts und der World Organization of the Scout Movement.
Der Verband entstand 1974 durch den Zusammenschluss der 1916 gegründeten Associazione Scouts Cattolici Italiani und der 1943 gegründeten Associazione Guide Italiane.
Angeschlossen an die AGESCI sind zwei Minderheitenverbände:
- die Südtiroler Pfadfinderschaft für die deutschsprachige Minderheit in Südtirol und
- die Slovenska Zamejska Skavtska Organizacija für die die slowenische Minderheit in Friaul-Julisch Venetien.

Die AGESCI arbeitet in drei Altersstufen:
- Lupetti e Coccinelle (L/C; Wölflinge und Marienkäfer) für Kinder zwischen 8 und 12 Jahren
- Esploratori e Guide (E/G; Pfadfinder und Pfadfinderinnen) für Kinder und Jugendliche zwischen 11 und 16 Jahren
- Rover e Scolte (R/S; Rover und Ranger) für Jugendliche zwischen 16 und 21 Jahren

Ältere Mitglieder sind als Gruppenleiter (Capi) tätig oder wechseln zum Movimento Adulti Scout Cattolici Italiani (vergleichbar der Pfadfinder-Gilde Österreichs in Österreich und dem Verband Deutscher Altpfadfindergilden in Deutschland). Das MASCI ist Mitglied der International Scout and Guide Fellowship (ISFG).